# マムーニア
マムーニア（Mamunia）は、ポール・マッカートニーとリンダ・マッカートニーによる楽曲。1973年のウイングスのアルバム『バンド・オン・ザ・ラン』に収録された。また、アメリカではシングル「ジェット」のB面としてリリースされたが、将来のシングルA面候補とされたため、「レット・ミー・ロール・イット」と差し替えられた。

## 曲および歌詞
「マムーニア」は1973年初めにマラケシュで作曲された。タイトルは当時マッカートニー一家が滞在していたホテル「マムーニア (Mamounia)」にインスパイアされた物である。「Mamounia」はアラビア語で「安全な避難所」を意味する。作家のジョン・ブラニーによると、ポールはこの語を「再生のメタファー」として使用したとする。「マムーニア」はアルバム『バンド・オン・ザ・ラン』中のタイトル曲や「ブルーバード 」と共に、脱出と自由のテーマを信奉する。曲のヴァースでは、「雨」を人々が直面する困難な時の比喩として使用する。雨にうんざりしている様子を歌った歌詞は、ポールがラゴスで体験したことそのままを表しており、曲のメッセージは、皆が厳しい時に直面しても不平を言わずに、自分の「安全な避難所」に焦点を合わせた方が良い、と言うものである。
「マムーニア」はラゴスで録音された『バンド・オン・ザ・ラン』収録曲の中で、最初のものであった。ポール・マッカートニーはリードボーカルとベースを担当し、デニー・レインがギターとバックボーカル、リンダ・マッカートニーもバックボーカルを担当した。バスドラムはポールのローディーが担当している。「マムーニア」は「ブルーバード」同様にアコースティック曲である。音楽評論家のロバート・クリストガウは曲のイントロを「アフロ・ソウル」と表現した。曲とリフレインのキーはAメジャー、ヴァースはCメジャーである。作家のチップ・マディンジャーとマーク・イースターは曲を「浮かぶようにとても軽い調子」と評したが、「厳しく旋律的だ」とも述べている。

## パーソナル
- ポール・マッカートニー - リードボーカル, ギター, ベース
- リンダ・マッカートニー - バックボーカル, キーボード
- デニー・レイン - バックボーカル, ギター

## 批評家によるコメント
ヴィンセント・ベニテズ教授はこの曲を「マッカートニーのポップスのスタイルの典型的な例」と記した。ブラニーは「明るくて快活なポップソング、人生の中で良いことを祝い、等しく楽しむ。」と著した。「モジョ」誌は「ナイーブな知恵の真珠」と記した。作家のロバート・ディマリーとマイケル・ライドンは「『マムーニア』は『ソリッドなB面曲』」と著した。ポール・マッカートニーの伝記作家、ピーター・カーリンは「『マムーニア』は（ビートルズの）『レイン』より気楽な感情へのアプローチを取る。」とした。作家のティム・ライリーも「レイン」との関係性に同意し、「レノンの『レイン』の淡いリライトであるが、『スマートな2つのキーの枠組み』を称賛する。」とした。

## プロモーションビデオ
プロモーションビデオは1974年7月に制作された。プロデューサーはジム・クィック。ビデオの大半はアニメーションで、ポールは登場しない。「The Dave Cash Radio Show」で初めて放送され、2007年の『ポール・マッカートニー・アンソロジー 1970-2005』に収録された。

## カバー
ドン・フレミングが2003年の『バンド・オン・ザ・ラン』のリメイクでカバーしている。ラリー・ペイジは1990年代中旬のアルバム『John Paul George Ringo』『Imagine』でカバーしている。

## 余談
この曲はアルバム「バンド・オン・ザ・ラン」収録曲で、唯一ライヴ演奏の記録が無い曲として知られている。

## 参照
1. 1 2 3 4 5 6 7 8  Blaney, J. (2007). Lennon and McCartney: together alone: a critical discography of their solo work. Jawbone Press. pp. 85-87. ISBN 978-1-906002-02-2
2. 1 2 3 4 5 6 7 8 9  Madiger, C. & Easter, M. (2000). Eight Arms to Hold You. 44.1 Productions. p. 189. ISBN 0-615-11724-4
3. 1 2 3  McGee, G. (2003). Band on the Run. Taylor Trade. pp. 56, 60, 203. ISBN 0878333045
4. ↑  実際にはアラビア語辞典に掲載が無い語で、各方言も含め「安全な避難所」という意味では使われていない。曲名の由来となったモロッコのホテル「La Mamounia」はアラビア語でالمأمونية（アル＝マアムーニーヤ、口語的表記：المامونية, アル＝マームーニヤ）と書かれるが、同地の歴史とホテル建設の経緯を紹介した各種記事によるとムワッヒド朝の王が息子のマアムーンに結婚祝いとしてプレゼントした庭園が由来となってい地名で、マアムーン王子の名前にちなんでつけられた場所名のうち「マアムーンの」という部分が残り、ホテル名として残ったものだという。
5. ↑  Rodriguez, R. (2010). Fab Four FAQ 2.0: The Beatles' Solo Years 1970-1980. Hal Leonard. p. 160. ISBN 978-0-87930-968-8
6. 1 2 3 4 5  Benitez, V.P. (2010). The Words and Music of Paul McCartney: The Solo Years. Praeger. pp. 74-75. ISBN 978-0-313-34969-0
7. ↑  “Spotlight: Band on the Run”. Billboard Magazine:  p. 28. (1999年3月13日) 2012年10月12日閲覧。
8. ↑  Christgau, R.. “Band on the Run”.   robertchristgau.com. 2012年10月12日閲覧。
9. ↑   The Mojo Collection: 4th Edition. Canongate. (2007). p. 322. ISBN 9781847676436
10. ↑  Dimery, R. & Lydon, M. (2010). 1001 albums you must hear before you die. Pennsylvania State University. p. 306. ISBN 9780789320742
11. ↑  Carlin, P.A. (2009). Paul McCartney: A Life. Simon & Schuster. p. 234. ISBN 9781416562092
12. ↑  Riley, T. (2002). Tell Me Why: The Beatles: Album By Album, Song By Song, The Sixties And After. Da Capo. pp. 354, 358. ISBN 9780306811203
13. ↑  “McCartney Unearths Live Clips, Videos For DVD”. Billboard. (2007年8月24日) 2007年10月8日閲覧。
14. ↑  Chadbourne, E.. “Band on the Run”.  Allmusic. 2012年10月11日閲覧。
15. ↑  “Larry Page: Mamunia”.  Allmusic. 2012年10月11日閲覧。